# یوسف‌آباد (سلطانیه)
یوسف‌آباد (سلطانیه)، روستایی از توابع بخش باغ حلی شهرستان سلطانیه در استان زنجان، ایران است.

## جمعیت و تاریخ
این روستا در دهستان قره‌بلاغ (سلطانیه) قرار دارد و براساس سرشماری مرکز آمار ایران در سال ۱۳۸۵، جمعیت آن ۱٬۱۰۲ نفر (۲۹۰خانوار) بوده‌است.
در خصوص تاریخ این روستا ابهاماتی وجود دارد اما در سال ۱۳۷۰ ۵۰۰۰ سکه هخامنشی در این روستا پیدا شده و البته بنا به گفته مردم این روستا این روستا در اوایل انقلاب شاهد درگیری بین مردم انقلابی این روستا با روستاهای اطراف بوده است
در زمینه ورزش هم نماینده این روستا هم در مسابقات تیم ققنوس است